# 55-й стрелковый корпус (1-го формирования)
55-й стрелковый корпус (55ск) — воинское соединение в РККА вооружённых сил СССР до и во время Великой Отечественной войны.

## История
Управление корпуса и корпусные части сформированы в августе 1939 года в Харьковском военном округе.
В июне — июле 1940 года управление корпуса участвовало в военном походе по освобождению рабочих и крестьян от угнетения капиталистов и помещиков в Румынию — в Бессарабию.
10 июля 1940 года управление 9-й армии расформировано. Управление корпуса передало свои дивизии управлению 14-го ск и убыло в г. Тирасполь. Управление корпуса и корпусные части 10 июля 1940 года пошли на формирование управления корпуса и корпусных частей 2-го механизированного корпуса. Формирование 2-го мк проводилось в г. Тирасполь.
Управление корпуса находилось:
- в …, Харьковский военный округ, (01.09.1939 — 10.06.1940),
- в г. Одесса, 9-я армия, (20.06 — 30.06.1940) (2);
- в Колония Старая Сарата (юг Бессарабии), 9-я армия, (30.06 − 10.07.1940).
- г. Тирасполь — на переформировании в управление 2-го мехкорпуса, Одесский военный округ, (10.07.1940).

## Подчинение
- Харьковский военный округ, (1.09.1939 — 10.06.1940), (7с).
- 9-я армия, Южного фронта, (20.06 — 10.07.1940), (2).
- Одесский военный округ, (10.07.1940 — управление корпуса и корпусные части переданы на формирование управления и корпусных частей 2-го механизированного корпуса), (2).

## Полное название
55-й стрелковый корпус

## Командиры корпуса
- Кирюхин, Николай Иванович (август 1939 — сентябрь 1940), комдив[1]

## Состав
На 1.09.1939:
На 17 октября 1939:
- 147-я стрелковая дивизия, (7с);

На 20.06.1940:
- Управление 55-го ск сосредоточивалось в г. Одесса.[2]
- 25-я сд, сосредоточивалась в г. Овидиополь, Дальник (южный), Барабой.[2]
- 74-я сд, сосредоточивалась в г. Овидиополь, Дальник (южный), Барабой.[2]
- 116-я сд, сосредоточивалась в г. Одесса.[2]

На 23.06.1940:
- Управление 55-го ск в г. Одесса.[2]
- 25-я стрелковая дивизия.[2]
- 74-я стрелковая дивизия.[2]
- 116-я стрелковая дивизия, охраняла побережье Чёрного моря от Одессы до Очакова.[2]

## Боевая деятельность
1939 год
13 июля 1939 года Комитет обороны при СНК СССР утвердил постановление № 199сс о развёртывании стрелковых соединений.
15 августа 1939 года Нарком обороны издал директивы командующим округам, по которым им предписывалось с 25 августа по 1 декабря 1939 года сформировать 18 управлений стрелковых корпусов, перевести кадровые дивизии на новый штат в 8900 человек и развернуть 36 дивизий тройного развёртывания в 92 дивизии по 6000 человек.
25 августа 1939 года в округе началось формирование новых управлений стрелковых корпусов, перевод кадровых стрелковых дивизий на новый штат в 8900 человек и развёртывание дивизий в 6000 человек, так называемых тройчаток.
28 августа, Харьковский военный округ.
55-й ск. Состав корпуса:
- 147-я стрелковая дивизия (551, 640, … сп). Управление в г. Лубны.

29 сентября
В округе начались большие учебные сборы.
55-й ск.
147-я стрелковая дивизия (551, 640, … сп). Управление в г. Лубны.
- С 29.09 по 01.10.1939 комиссия НКО под председательством майора Мехета поверила боевую подготовку 147-й сд на больших учебных сборах. Комиссия признала дивизию боеспособной и готовой выполнять боевые задачи. Лучшим полком признан 551-й стрелковый полк, отстающим — 640-й стрелковый полк (акт комиссии от 07.10.1939). (Из исторического формуляра управления 147-й стрелковой дивизии от 29.11.1939)

1 октября
В округе завершились большие учебные сборы.
17 октября
17 октября в составе Харьковского военного округа были:
- 14-й стрелковый корпус, 25-й стрелковый корпус, 55-й стрелковый корпус, (7с).
- 187-я стрелковая дивизия, 147-я стрелковая дивизия, 25-я стрелковая дивизия, 162-я стрелковая дивизия, 23-я стрелковая дивизия, 134-я стрелковая дивизия, 192-я стрелковая дивизия, 116-я стрелковая дивизия, (7с).

9 ноября
55-й ск.
- 147-я стрелковая дивизия (551, 640, … сп). Управление в г. Лубны.

9 ноября 1939 года 147-я стрелковая дивизия 55-го ск перешла на штаты мирного времени и вошла в состав 14-го стрелкового корпуса. (Из исторического формуляра управления 147-й стрелковой дивизии от 29.11.1939)
1940 год

### Освободительный поход Красной Армии
9 июня. Планирование освободительного похода
В первых планах Генерального штаба Красной Армии для выполнения задач на территории южной Бессарабии управление 55-го ск не привлекалось. Эти задачи должен был выполнять 35-й ск.
10 июня
В 00:35—01:00 начальник Генерального штаба Красной Армии Маршал Советского Союза Шапошников, Борис Михайлович направил командующим войсками Киевского ОВО и Одесского ВО шифротелеграммы, в которых приказывалось привести в готовность соединения и части.
В 11:20—11:30 начальник Генштаба РККА направил командующему войсками ОдВО директиву, согласно которой требовалось сосредоточить в новые районы воинские части и Управление штаба 9-й армии, выделяемое округом — с. Гросулово к утру 15 июня.
Военный совет Харьковского военного округа получил директиву Генштаба о подготовке к переброске в ОдВО управления 55-го стрелкового корпуса.
14 июня Военный совет Харьковского военного округа получил директиву Генштаба о переброске в ОдВО 116-й сд.
20 июня
Для управления войсками из состава Управления Киевского Особого Военного Округа выделяется управление Южного фронта. Командующим войсками фронта назначается командующий войсками КиевОВО генерал армии Жуков, Георгий Константинович, штаб фронта в г. Проскуров.
Управление 55-го ск сосредотачивается в г. Одесса, 25-я сд и 74-я сд — в районе — г. Овидиополь, Дальник (южный), Барабой; 116-я сд — в г. Одесса.
В директиве 55-му ск ставилась задача силами 25-й и 74-й сд действовать в южном направлении, при содействии Черноморского флота захватить Бугазский маяк, занять г. Аккерман (ныне г.Белгород-Днестровский и продолжать наступление на Сарата. Силами 116-й сд охранять побережье Чёрного моря от г. Одессы до г. Очакова включительно. После того как войска 35-го ск займут район Яши (Яссы), Хуши, Кишинёва, продолжать решительное наступление по восточному берегу реки Прут, захватить г. Кагул и г. Рени и, наступая на юг от Кишинёва, окружить противника в южной Бессарабии к северу от Дуная. 55-м стрелковым корпусом развивать наступление вдоль северного берега Дуная на запад, содействуя окружению противника в южной Бессарабии. Черноморский флот оказывает содействие огнём корабельной артиллерии войскам 55-го ск 9-й армии при форсировании реки Днестр через косу Днестровского лимана и при дальнейшем продвижении вдоль побережья Чёрного моря.
22—23 июня Военный совет 9-й армии провёл занятия с командирами корпусов и дивизий вопросы занятия исходного положения, организации предстоящего наступления, взаимодействия родов войск, управления, связи, устройства тыла и действий на ближайший этап операции.
К 23 июня в район сосредоточения управления 37-го ск и 55-го ск не прибыли. Из тринадцати стрелковых дивизий сосредоточились восемь; закончили перевозки три; начала перевозку одна (150-я); о 116-й сведений нет.
24 июня
В 10:45 командующий войсками 9-й армией генерал-лейтенант Болдин доложил штабу Южного фронта план «учений» 55-го ск, который включал следующие мероприятия:
1. Севернее Днестровского лимана в нижнем течении Днестра на фронте с. Ясски, с. Маяки надо сосредоточить сводный стрелково-пулемётный полк Тираспольского укреплённого района и сводный артиллерийский полк Одесского артиллерийского училища, которые должны были форсировать реку и наступать на с. Коркмазы и с. Хан-Кишло, отвлекая на себя противника от г. Аккермана (ныне г.Белгород-Днестровский.
2. На левом фланге корпуса 25-я сд высаживает морской десант на мыс правого берега Цареградского гирла Днестровского лимана. После того, как десант захватит плацдармы должны переправляться через Бугазский маяк главные силы дивизии.
3. На правом фланге корпуса 74-я сд высаживает речной десант в количестве двух сокращённых стрелковых батальонов через реку Днестр с целью захвата правого берега лимана севернее г. Аккерман. Батальоны переправляются на рыбацких баркасах, на некоторых из них представляется возможным установка для стрельбы на ходу из противотанковых и противоартиллерийских орудий. Для выполнения этой задачи каждый стрелковый батальон намечается усилить 4 противотанковыми пушками и двумя полковыми. Главные силы 74-й сд, так же как и главные силы 25-й сд, переправляются по понтонному мосту через Цареградское гирло Днестровского лимана, для чего сосредотачиваются два понтонных батальона.
4. Вся операция по захвату правого берега реки и переправы по понтонному мосту обеспечивается артиллерией, авиацией и артиллерией морских судов Черноморского флота.
Учебный поход войск ОдВО, начавшийся для сосредоточения войск в исходных для наступления районах, как планировалось, 24 июня не завершился.
27 июня
Командиры корпусов и дивизий проработали на местности с командирами полков, батальонов и рот вопросы занятия исходного положения, организации предстоящего наступления, взаимодействия родов войск, управления, связи, устройства тыла и действий на ближайший этап операции.
Вечером почти все войска Южного фронта (командующий — генерал армии Г. К. Жуков, член Военного совета — корпусной комиссар В. Н. Борисов, начальник штаба — генерал-лейтенант Н. Ф. Ватутин) были сосредоточены и развернуты в соответствии с планом командования.
9-я армия (командующий — генерал-лейтенант И. В. Болдин) сформирована из войск ОдВО, КОВО, ХВО и СКВО и развёрнута на фронте Б.Молокиш на севере — Овидиополь на юге. Штаб армии — в Гросулово 35 км к северо-востоку от г. Тирасполь (ныне — Великая Михайловка).
55-й ск развёрнут: управление в г. Одесса, дивизии: 116-я сд в г. Одесса, 25-я и 74-я сд в районе Овидиополь, Дальник (южный), Барабой.
55-му ск поставлена задача: во взаимодействии с кораблями Черноморского флота захватить Бугазский маяк, занять г. Аккерман и продолжать наступление на г. Сарата. Охранять побережье Чёрного моря от г. Одессы до г. Очакова включительно. В дальнейшем корпусу развивать наступление вдоль северного берега Дуная на запад, содействуя окружению противника в южной Бессарабии.
28 июня. Освободительный поход в Бессарабию
В 06:30 в Москву поступила сводка штаба 9-й армии:
— в течение ночи 27—28 июня войска 9-й армии заняли исходное положение,
— ведётся подготовка к переправам и оборудование огневых позиций и командных пунктов,
— 71-й отдельный учебный батальон 4-й тбр, перейдя в подчинение командира 37-го ск, занял исходное положение в районе с. Ташлык,
— в 176-й сд переправочно-десантные группы 404-й и 389-й сп выдвинулись к излучине реки Днестр,
— стрелково-пулемётный полк 55-го ск сосредоточен в с. Ясски.
В 11:00 после получения ответа румынского правительства советские войска получили новую задачу — без объявления войны занять Бессарабию и Северную Буковину.
Военный совет Южного фронта отдал войскам директиву, которой поставил новую задачу войскам Южного фронта — быстрым выдвижением к р. Прут закрепить за СССР территорию Буковины и Бессарабии.
Командующий войсками 9-й армии генерал Болдин должен был иметь в первом эшелоне моторизованные части с задачей:
- стрелковым полком 51-й сд занять г. Бендеры и усиленным стрелково-пулемётным батальоном Ура занять г. Оргей (Оргеев).
- 5-му кк (сосед справа 55-го ск) выйти в район Измаил, Кагул, Болград и, имея 9-ю кд — Измаил, прочно удерживать рубеж р. Прут и р. Дунай на участках: Кагул, Измаил.

Граница слева — верховье Днестровского лимана, Кюрдо, Кислица.
- 55-му ск — 25-й сд занять Аккерман и Сарата. Штадив Сарата. 74-й сд выйти в район Рени, Измаил, Болград и сменить части 5-го кавкорпуса. Кавкорпусу по смене сосредоточиться в районе Кагула.
- На главном направлении армии 35-й стрелковый корпус должен был занять г.Кишинёв, г. Унгены, с. Кастулени, Немцени, Радюканьи, с. Леово, с. Цыганка и выйти на реку Прут.[2]

В 13:15 командующий войсками 9-й армии издал боевой приказ № 2, уточнявший задачи войск:
Задача армии — быстрым выдвижением к р. Прут на фронте г. Яссы, г. Галац закрепить за СССР среднюю и южную часть Бессарабии.
- 5-му кк к вечеру 28.06 начать движение передовыми частями по переправам 7-го ск и Бендерскому мосту, сосредоточиться в районе: 9-й кд — Кагул, Рени, главные силы — Кагул, 32-й кд — Измаил. Штаб корпуса — Болград. Полоса движения — справа: Бендеры, Кошкалия, Романово, Конгаз, Кагул, слева: Меринешты, Манзырь, Березина, Кубей, Измаил. Передовыми частями выйти в указанные районы к исходу 30.6, главными силами — к утру 2.7. По выходе в район Рени, Измаил частей 74-й сд 55-го ск 5-му кк сосредоточиться в г. Кагул. 7-му ск немедленно навести все переправы для прохождения частей 5-го кк, оставаясь своими частями на месте.
- 55-му ск к исходу 28.06 25 сд занять Аккерман и Колония Старая Сарата. Штаб дивизии — Колония Старая Сарата.

74-я сд переправляется за 25-й сд и, следуя по маршруту — Аккерман, Колония Старая Сарата, Кубей, к исходу 4.7 выйти в район Рени, Измаил, Болград, сменив части 5-го кк. Штаб дивизии — Болград.
В 14:00 войска Южного фронта начали операцию по занятию территории Северной Буковины и Бессарабии.
В 14:30 штаб Южного фронта доложил в Москву о том, что из 12-й армии в Северную Буковину вступили 5-я танковая бригада и 58-я стрелковая дивизия в районе Снятын, 24-я танковая бригада в районе Княже, 141-я стрелковая дивизия двинулась в район Залещиков, а из 5-й армии в Бессарабию — 80-я стрелковая дивизия в районе Устье, Сокол, Большая Мукша и 169-я стрелковая дивизия — в районе Ямполь, Сороки. Однако с переправой войск 9-й армии возникли проблемы.
В 17:00:
- На участке сводного стрелково-пулемётного полка Тираспольского Ура и сводного артполка Одесского артиллерийского училища: Полки готовились к форсированию р. Днестр.
- На участке 74-й сд: Правый фланг дивизии: 360-й стрелковый полк готовился к форсированию р. Днестр. Левый фланг дивизии: 35-й стрелковый полк готовился к форсированию Днестровского лимана.

78-й стрелковый полк готовился к форсированию Днестровского лимана.
- На участке 25-й сд: Дивизия готовилась к переправе по понтонному мосту через Цареградское гирло Днестровского лимана.

В 17:20 началось наведение понтонного моста через Цареградское гирло Днестровского лимана при сильном шторме для 55-го ск.
В 21:47 в г. Аккерман переправился стрелковый батальон 35-го стрелкового полка 74-й стрелковой дивизии 55-го ск.
22:00: При наведении понтонного моста для 55-го ск через Цареградское гирло Днестровского лимана понтонёры испытывали большие трудности, так как собранные части моста поочередно подтягивались к гирлу, но при сильном шторме тросы несколько раз обрывались.
55-й ск к исходу 28.06 не выполнил директиву Военного совета Южного фронта и приказ командующего войсками 9-й армиеи № 2, 25-я сд не заняла г. Аккерман и Колония Старая Сарата. Приказ был выполнен частично, стрелковый батальон 35-го сп 74-й сд занял г. Аккерман.
В 23:00 армии Южного фронта заняли Черновицы, Хотин, Сороки, Кишинёв, Аккерман и районы Сторожинец и Бельцы. Румынские войска продолжали отход за р. Прут.
В 23:00 Военный совет Южного фронта передал Военным советам армий директиву, в которой ставились задачи на второй день похода:
1. Армиям фронта с утра 29.06 продолжать движение и занять северную Буковину и Бессарабию и к исходу 30.06 выйти к новой государственной границе.
- 9-й армии — выйти 29.06 на рубеж Пырлица, Ганчешты, Дезгинже. Основные силы действующих войск иметь:
- 5-му кк (сосед справа 55-го ск) 29.06 выйти на рубеж Конгаз, Болград, Фурманка.
- 55-й ск, занимая 25-й сд г. Аккерман и Сарата, вывести 74-ю сд в район Акмангит.
- Распоряжением нач. ВВС к 10:00 29.06 выбросить парашютный десант 201-й авиадесантной бригады в районе г. Болград с задачей — занять район г. Болград.
- Частям при занятии Буковины и Бессарабии движение вести на хвостах отходящих румынских войск.
- Во всех гарнизонах занятой Бессарабии и Буковины установить образцовый порядок, наладить караульную службу и взять под охрану все имущество, оставленное румынскими войсками, госучреждениями и помещиками.

В 24:00 наведение понтонного моста через Цареградское гирло Днестровского лимана продолжалось при сильном шторме.
29 июня
В 03:00 на правом фланге 55-го корпуса севернее Днестровского лимана переправлялись части сводного стрелково-пулемётного полка Тираспольского Ура и сводного артполка Одесского артиллерийского училища.
В 03:00 севернее Днестровского лимана слева от сводных полков УРа и училища подразделения 360-го стрелкового полка 74-й сд форсировали Днестр и заняли район Хан-Кишло.
В 03:00 стрелковый батальон 35-го стрелкового полка 74-й стрелковой дивизии 55-го ск находился в г. Аккерман.
К 04:00 завершилось наведение понтонного моста через Цареградское гирло Днестровского лимана для соединений и частей 55-го ск.
После 04:00 по понтонному мосту через Цареградское гирло началась переправа частей 25-й сд.
В 04:00 личный состав 204-й авиадесантной бригады (командир 204-й бригады полковник И. И. Губаревич) в количестве 1436 красноармейцев-десантников был выведен к 99-ти самолётам ТБ-3 и находился там до отлёта.
В 05:10 штаб 9-й армии для выполнения директивы командования фронта издал боевой приказ № 3:
- 9-я армия 29.06 подвижными частями выходит на рубеж Пырлица, Ганчешты, Дезгинже.
- 5-й кк подвижными танковыми частями к исходу 29.06 выйти на рубеж Кагул, Болград; главными силами 9-й кд — Лейпциг, 32-й кд — Тарутино, Березина.
- 55-й ск:

— силами 74-й сд занять район Аккерман, Колония Старая Сарата;
— 25-й сд к исходу 29.06 вывести в район Акмангит.
- Распоряжением начальника ВВС фронта к 10:00 29.06 будет выброшен парашютный десант 201-й адбр в районе г. Болград с задачей — занять район Болград…[2]

К 06:00 на правом фланге 55-го ск через реку Днестр переправились части сводного стрелково-пулемётного полка Тираспольского УРа и сводного артполка Одесского артиллерийского училища, занявшие район Коркмазы.
В 06:00 74-я сд 55-го ск готовились к переправе.
В 06:00 25-я сд 55-го ск переправлялась по понтонному мосту через Цареградское гирло Днестровского лимана и двигалась в район Акмангит.
В 08:00 самолёты с десантниками 204-й адбр стартовали в сторону юга Бессарабии.
До 14:30 выброска десанта 204-й адбр завершилась в 10 км севернее Болграда.
В 18:30 3-й батальон 204-й адбр командиром бригады Губаревичем был направлен в Болград, а 1-й батальон — на станцию Троянов Вал. В Болграде румынские воинские подразделения сопротивления не оказывали.
Утром 29 июня войска Южного фронта возобновили продвижение вперёд.
В течение дня штаб 9-й армии передислоцировался в Тирасполь.
22:00: 55-й ск к исходу 29.06 не выполнил директиву Военного совета Южного фронта и приказ командующего войсками 9-й армии на второй день похода: к исходу 30.6 выйти к новой государственной границе, занимая 25-й сд г. Аккерман и Сарата, вывести 74-ю сд в район Акмангит.
К 20:00 74-я сд 55-го корпуса завершила переправу через Днестровский лиман и заняла район Паленка, Карловка, Аккерман.
К 20:00 25-я сд 55-го корпуса достигла главными силами района Бенкендорф, Посталь, Черкесы.
30 июня
В 00:15 начальник Генштаба Маршал Советского Союза Б. М. Шапошников сообщил находящемуся в г. Тирасполе народному комиссару обороны СССР Маршалу Советского Союза Тимошенко С. К. и командующему войсками Южного фронта генералу армии Жукову Г. К. о продлении срока эвакуации румынских войск до 14:00 3 июля. На основании полученной информации Военный совет Южного фронта издал директиву № 00151, в которой было сказано, армии фронта, продолжая выдвижение к новой границе, к исходу 29.6 заняли северную Буковину и заканчивают занятие Бессарабии. Далее приказывалось:
- 9-й армии передовыми частями 35-го ск к исходу 30.06 занять и закрепиться по р. Прут на участке (иск.) с. Скулени, с. Цыганка, имея основные силы 15-й мд в с. Пырлица, 95-й сд в с. Ганчешты.
- 5-му кк 30.06 сосредоточиться в районе Чимишлия, Комрат, Романово.
- 204-й адбр, имея основные силы в Болград, занять и удерживать Кагул и Рени, сильными отрядами до 300 чел. каждый.
- 55-й ск, занимая 25-й сд район Колония Старая Сарата, Аккерман, один сп 74-й сд на машинах выбросить к исходу 30.06 в район Измаил, обеспечивая госграницу по линии р. Дунай, остальными силами дивизии форсированным маршем выйти в район, указанный в приказе 00150. Штабу 55-го ск 30.06 перейти в Колония Старая Сарата.
- Разъяснить всему личному составу, что Советское правительство разрешило румынской армии производить эвакуацию до 14:00 03.07.1940 г., поэтому все вопросы решать только мирным путём, допуская где нужно возможность нормального отхода. При отходе румынских частей не допускать производства румынскими солдатами грабежей, увода скота, подвижного состава и подвод, взятых у местного населения Бессарабии и Буковины, для чего выделить на переправы через р. Прут: от 9-й армии в с. Леушени танковый батальон с десантом; в г. Кагул один танковый полк от кд, в г. Рени танковый батальон с десантом пехоты; на переправу через р. Дунай в Измаил — один танковый полк от кд. Танковым полкам и батальонам выступить на указанные переправы в 05:00 30.06.1940 г.[2]

В ночь на 30 июня 4-я рота 2-го батальона 204-й адбр на автомашинах заняла м. Рени. Беспорядочный огонь уходящих румын урона не нанёс.
В 02:00 1-й батальон 204-й авиадесантной бригады выступил в поход для занятия Кагула.
03:00:
- Южнее частей 5-го кавкорпуса 74-я сд 55-го корпуса своим 78-м стрелковым полком занимала г. Аккерман, а остальными силами, 35-м и 306-м сп, дивизионными частями, в 03:00 вступила в Старую Сарату. Румынские военнослужащие сопротивления не оказывали.(2)
- 25-я сд достигла района Татарбунары, Акмангит. При подходе к Акмангиту взрывом заложенной румынами мины был убит 1 и ранено 3 военнослужащих 263-го стрелкового полка.[2]

В 04:55 командующий ВВС Южного фронта отдал приказ о переброске в г. Измаил 201-й авиадесантной бригады.
В 05:00 моторизованные отряды 9-й армии выступили на переправы через р. Прут: в г. Кагул 30-й танковый полк от 9-й кд 5-го кк, в г. Рени танковый батальон с десантом пехоты; на переправу через р. Дунай в Измаил — 18-й танковый полк от 32-й кд 5-го кк.
Утром 30 июня 5-я рота 2-го батальона 204-й адбр на подходе к Рени была обстреляна румынским самолётом, в результате чего был ранен 1 боец.
В 09:35 первый самолёт ТБ-3 с десантниками 201-й адбр на борту взял курс на г. Измаил.
С 09:35 до 12:15 44 самолёта ТБ-3 с 809 десантниками 201-й адбр на борту влетели и взяли курс на г. Измаил.
Около 12:20 началась посадка самолётов ТБ-3 с 201-й адбр на аэродроме г. Измаил.
В 13:00 80-й отдельный разведбатальон и передовой отряд 25-й сд в составе 2 стрелковых рот на автомашинах выступили в направлении Рени и Измаила. В течение дня 4-й истребительный авиаполк перебазировался в Кишинев, а 2 эскадрильи 67-го истребительного авиаполка — в Аккерман.
13:00: После выявившихся трудностей при посадке тяжёлых самолётов ТБ-3 с десантниками 201-й адбр на небольшой аэродром, остальные десантники были выброшены на парашютах в 1 км севернее г. Измаил.
К 15:00 главные силы 5-го кк заняли район Романово-Чимишлия.
17:00: Передовой отряд 95-й сд на автомашинах достиг берега р. Прут и в 17:00 занял м. Леово.
К 18:00 Измаил был занят 201-й адбр.
В 20:00 в штаб 204-й адбр поступило донесение командира 1-го батальона, который находился в 20 км юго-восточнее Кагула, о том, что, по полученным от местного населения сведениям, румынские части организовали оборону в 2 км восточнее города. Командир бригады Губаревич принимает решение с дополнительными силами выдвинуться туда.
К 21:00 командир 201-й адбр генерал-майор И. С. Безуглый организовал охрану границы по берегу реки Дунай от м. Сату-Ноу до м. Старая Некрасовка. Румынских войск и их имущества в городе уже не было.
Моторизованные отряды 9-й армии совершали марш на переправы через р. Прут: в г. Кагул 30-й танковый полк от 9-й кд 5-го кк, в г. Рени танковый батальон с десантом пехоты; на переправу через р. Дунай в Измаил — 18-й танковый полк от 32-й кд 5-го кк.
22:00:
- 35-й стрелковый корпус к исходу 30.6 выполнил поставленную задачу — занял и закрепился по р. Прут на участке (иск.) с. Скулени, с. Цыганка, имея основные силы 15-й мд в с. Пырлица, 95-й сд в с. Ганчешты.
- 95-я сд 35-го ск к исходу дня основными силами вступила в с. Ганчешты. Передовой отряд 95-й сд занимал участок на реке Прут от с. Леушени до с. Леово.
- Сводный стрелково-пулемётный полк Тираспольского УРа и сводный артполк Одесского артиллерийского училища находились в районе Коркмазы.
- Главные силы 5-го кк находились в районе Романово-Чимишлия,.
- Южнее частей 5-го кавкорпуса находились соединения части 55-го корпуса.[2]

Штаб 55-го ск находился в Колония Старая Сарата. 55-й ск к исходу дня в целом выполнил поставленную задачу Военного совета Южного фронта в директиве № 00151.
78-й сп 74-й сд находился в г. Аккерман.
2 эскадрильи 67-го истребительного авиаполка находились на аэродроме г. Аккерман.
35-й и 306-й сп, дивизионные части 74-й сд находились в Колонии Старая Сарата.
- 25-я сд находилась в районе Татарбунары, Акмангит.
- 201-я авиадесантная бригада находилась в г. Измаил.
- К 22:00 к г. Измаил подошли передовой отряд 25-й сд и танковый эскадрон 18-го тп 32-й кд 5-го кк, которые также были использованы для усиления охраны города и границы.
- В город прибыли представители Одесского областного комитета ВКП(б), которые занялись организацией местного городского управления.
- 4-я и 5-я роты 2-го батальона 204-й адбр находилась в м. Рени.
- 80-й отдельный разведбатальон и передовой отряд 25-й сд совершали марш к м. Рени и г. Измаил.
- 1-й батальон 204-й авиадесантной бригады находились в г. Кагул.
- 3-й батальон бригады 204-й адбр находился в районе г. Болграда, Болгарийска и станции Троянов Вал.[2]

1 июля
В 08:00 подразделения 25-й сд 55-го ск прибыли в назначенные пункты: 80-й отдельный разведбатальон вступил в м. Рени, а передовой моторизованный отряд — в г. Измаил.
В 01:00 командир 204-й бригады Губаревич с 8-й ротой 3-го батальона на 3 автомашинах выехал в Кагул для оказания помощи 1-му батальону.
В 02:00 в Кагуле ситуация разрешилась мирным путём. К 02:00 в город вошёл 30-й танковый полк 9-й кавдивизии.
Румынский самолёт обстреливал площадь и железнодорожную станцию в Рени, обошлось без жертв.
20:00: Главные силы 95-й сд к вечеру подходили к с. Карпинены. К исходу дня главные силы 25-й сд 55-го ск вошли в Каменское, 80-й отдельный разведбатальон находился в м. Рени, передовой моторизованный отряд (2 стрелковых роты) находился в г. Измаил.
1 июля из Очакова в Одессу вышли речные мониторы «Ударный» и «Ростовцев», которые должны были далее двигаться в Измаил через Очаковское гирло Дуная. Для подготовки фарватера в гирло были направлены 2 гидрографических судна, катера и тральщик «Хенкин». В бухте Жебрияны стали на якорь канонерская лодка «Красная Грузия» и тральщик «Взрыв». Как сообщала морская разведка, в течение дня на подходе к Сулине румынский флот выставил минное заграждение, а миноносец «Мэрэшти» с 1 канонеркой находятся в дозоре между Сулиной и о. Змеиный.
Подразделение 2-го батальона 204-й бригады находилось в Джурджулешты.
2 июля
В ночь на 2 июля в районе пикета № 4 у Днестровского лимана неизвестными лицами была обстреляна колонна 360-го сп 74-й сд. После ответного огня стрельба прекратилась.
Главные силы 25-й стрелковой дивизии достигли района Бановка, Ново-Покровка.
Румынский самолёт обстреливал площадь и железнодорожную станцию в Рени, обошлось без жертв.
2 июля штаб Южного фронта издал приказ № 017/сс в котором потребовал от штабов 12-й, 5-й и 9-й армий организовать оборону границы и "разработать план использования войск на случай перехода Румынии к активным действиям. Этот план надо было представить на утверждение к 20:00 04.07.1940 г.
3 июля. Окончание освободительного похода в Бессарабию
В 14:00 советско-румынская граница была закрыта. Таким образом войска Южного фронта выполнили поставленную перед ними задачу. Главные силы приступили к изучению новых дислокации и плановой боевой и политической подготовке в занимаемых ими районах.
3 июля в ознаменование освобождения трудящихся Бессарабии от ига румынских бояр, помещиков и капиталистов и возвращения Бессарабии в состав СССР войска Южного фронта провели парады в некоторых населённых пунктах, в том числе в г. Аккерман, в котором участвовала 74-я стрелковая дивизия и эскадрильи 67-го истребительного авиаполка.
На юге Бессарабии в окрестностях г.Измаила по указанию уездного комитета ВКП(б) в 17 населённых пунктов для организации советской власти были высажены на парашютах командиры, политработники и красноармейцы-десантники 201-й адбр. Это событие произвело большое впечатление на местное население.
25-я сд вышла в район Кубей (ныне — Червоноармейское) и продолжала движение к Болграду.
4 июля
В 14:00 главные силы 25-й сд вступили в г. Болград, м. Рени и г. Измаил.
5 июля
В связи с окончанием Бессарабского похода войска Южного фронта были приведены в состояние постоянной боевой готовности мирного времени.
Стрелковые полки 25-й сд находились в г. Болград, м. Рени и г. Измаил. Командиры прибывших стрелковых частей изучали местность и готовились принять под охрану границу у танковых и авиадесантных частей.
6 июля
55-й ск в составе 25-й сд и 74-й сд находился на территории Бессарабии.
Стрелковые полки 25-й сд находившиеся в г. Болград, м. Рени и г. Измаил сменили танковые эскадроны кавалерийских дивизий 5-го кк и подразделения 201-й и 204-й авиадесантных бригад на охране границы.
8 июля
В 20:00 граница была передана Красной Армией под охрану пограничным войскам НКВД.
55-й ск передал свой участок границы 25-му Кагульскому пограничному отряду НКВД и границы 79-му Измаильскому пограничному отряду НКВД.
9 июля
Все войска Южного фронта выдвигались к местам постоянной дислокации.
Расформировано управление Южного фронта. (РГВА. Ф. 37977. Оп. 1. Д. 684. Л. 219,232; Д. 687. Л. 125.)
10 июля
Расформировано управление 9-й армии. (РГВА. Ф. 37977. Оп. 1. Д. 684. Л. 219,232; Д. 687. Л. 125.)
Управление 55-го ск передало свои дивизии управлению 14-го ск и убыло в г. Тирасполь.
Управление 55-го ск и корпусные части пошли на формирование управления и соответствующих частей 2-го мехкорпуса. Формировались они в г. Тирасполь.